# Rétrocroisement
En génétique, un rétrocroisement, aussi appelé "croisement en retour", est le croisement d'un hybride avec l'un de ses parents ou avec un individu similaire sur le plan génétique à l'un de ses parents, de manière à obtenir un descendant ayant une identité génétique plus proche de celle du parent. On utilise ce procédé en culture sélective des plantes (agriculture, horticulture), en sélection animale et pour la production d'organismes par invalidation génique.
Les variétés obtenues par sélection récurrente (autofécondations et rétro-croisements alternés) sont parfois appelées "variétés synthétiques".

## Plantes

### Avantages
- Si le parent récurrent est un génotype « élite », à la fin du programme de rétrocroisements on récupère un génotype « élite ». La sélection accroît la fréquence des gènes recherchés.
- Comme il n'y a pas de « nouvelle » recombinaison, la combinaison « élite » n'est pas perdue.

### Inconvénients
- Cela fonctionne mal pour les caractères quantitatifs.
- C'est plus restreint pour les caractères récessifs.
- En pratique, des sections du génome de parents non-récurrents sont souvent encore présentes et peuvent comporter des traits associés indésirables.
- Pour les croisements très larges, une recombinaison limitée peut maintenir des milliers de gènes  « étrangers » dans le cultivar « élite ».
- De nombreux rétrocroisements sont nécessaires pour produire un nouveau cultivar, ce qui peut prendre plusieurs années. On considère qu'après 7 générations de fécondation contrôlée, on atteint 98 % de l'objectif de sélection visé.

### Rétrocroisements naturels
Le séneçon de York (Senecio eboracensis) est une espèce hybride issue d'un croisement naturel entre le séneçon luisant (Senecio squalidus) et le séneçon commun (Senecio vulgaris). On suppose qu'elle résulte d'un rétrocroisement d'un hybride F1 avec Senecio vulgaris.
Lorsqu'on croise deux lignées pures de pois, grands (TT) et nains (tt), on obtient dans la première génération-fille uniquement des pois hétérozygotes grands (Tt). Le croisement de cette première génération-fille de pois hétérozygotes grands (Tt) avec un pois de la génération parentale de lignée pure, grands (TT) ou nains (tt), est un exemple de rétrocroisement entre deux plantes.
Dans ce cas, la génération-fille issue du rétrocroisement a un ratio de phénotypes de 1/1.

## Animaux

Ce schéma montre le rétrocroisement d'une souris hétérozygote depuis un fond génétique donné vers une autre fond génétique. Dans cet exemple, l'invalidation génique est réalisée sur des cellules 129/Sv et ensuite croisée en retour vers un fond génétique C57B/6J. A chacun des rétrocroisements successifs, il y a une augmentation du pourcentage de l'ADN C57B/6J qui constitue le génome de la descendance.

Le rétrocroisement peut être employé chez les animaux pour transférer un trait désirable d'un animal de moindre valeur génétique vers un animal d'une valeur génétique préférée. Dans les expériences d'invalidation génique en particulier, dans lesquelles l'invalidation est réalisée sur des lignées de cellules souches faciles à cultiver, mais est  désirée chez un animal ayant un fond génétique différent, l'animal portant le gène invalidé est croisé en retour avec un animal ayant le fond génétique désiré. 
Comme le montre le schéma, chaque fois qu'une souris portant le caractère désiré (dans ce cas l'absence d'un gène -c'est-à-dire un gène invalidé- indiquée par la présence d'un marqueur de sélection positif) est croisée avec une souris d'un fond génétique constant, le pourcentage moyen du matériel génétique de la descendance qui est dérivé de ce fond génétique constant augmente. Le résultat, après un nombre suffisant d'itérations, est un animal qui possède le trait désiré dans le fond génétique désiré, avec un pourcentage de cellules souches de la lignée originelle réduit au minimum (de l'ordre de 0,01 %).
Du fait de la nature de la méiose, au cours de laquelle les chromosomes dérivés de chacun des parents sont séparés et affectés à chaque gamète naissant de façon aléatoire, la proportion de matériel génétique dérivant de chaque lignée de cellules souches peut varier entre descendants d'un croisement unique mais aura une espérance mathématique. Le génotype de chacun des descendants peut être évalué pour choisir non seulement un individu qui porte le caractère génétique désiré, mais aussi la pourcentage minimum de matériel génétique de la lignée cellulaire originelle.